# Togo-Atakora bjergene
Togo-Atakorabjergene er en lav, lang vestafrikansk bjergkæde, der begynder i Ghana ved den nedre del af floden  Volta og derfra strækker sig mod nordøst gennem Togo og Benin til Burkina Faso og Niger. Både i dele og som en hel række kaldes det også Togobjergene eller Atakora.
Forkastningszonen vest for byen Sokodé deler bjergkæden  i sydlige og nordlige dele:
- Togobjergene i det sydøstlige Ghana og det vestlige Togo, ofte kaldet Akwapim-Togo-kæden  i Ghana,
- Atakora (også kaldet Atakorabjergene), fransk: chaîne de l’Atacora, i nord fra det nordøstlige Togo til Niger.

Fra den tyske Togo-periode findes nogle ældre navne for den sydlige de: Fetischberge, Obossum, Opossum, Aposso eller Akpossobjergene.
I den lave bjergkæde er der forholdsvis høj nedbør.
Det højeste bjerg i Atakora-området er Mont Agou (986 moh.), som også er det højeste bjerg i Togo. De højeste bjerge i Benin, Mont Sokbaro (658 m) og Mont Tanekas (641 m) er også en del af Atakora-kæden. I den nordøstlige del af Atakorakæden har   Pendjarifloden (Oti-floden), en biflod til Volta, sit udspring.
De fremherskende bjergarter er sandsten, glimmerskifer og kvartsit, hvoraf bjergene er bygget op. På plateauet i Atakora-bjergkæden er klimaet ikke for varmt, men fugtigt, hvilket giver relativt gunstige betingelser for landbruget. Plateauet i denne lave bjergkæde er meget tyndt befolket.  Bønderne dyrker majs, hirse, jordnødder, yams og bomuld.

## Galleri
- Udsigt fra bjergkæden mod nord på forbindelsesvejen fra Natitingou til Tanguieta.
- Udsigt fra bjergkæden nær indgangen til Pendjari nationalpark på tværs af sletterne mod nordvest.
- Udsigt mod SW for Atakora Range (venstre) og foden syd uden for Pendjari nationalpark (Benin) nær parkens indgang i Batia .
- Udsigt over Atakorakæden fra Pendjari nationalpark (Benin).
- Træsavanner i Atakora-området i Réserve partialelle de la Kourtiagou .